# Debora Diniz
Debora Diniz Rodrigues (Maceió, 22 de fevereiro de 1970) é uma antropóloga, professora universitária, pesquisadora, ensaísta, e documentarista brasileira. Desenvolve projetos de pesquisa sobre bioética, feminismo, direitos humanos, e saúde.

## Biografia
Graduada em Ciências Sociais pela Universidade de Brasília (1992), concluiu o mestrado em Antropologia (1995), e o doutorado em Antropologia (1999) na mesma universidade. Realizou estágios de pós-doutoramento no Instituto de Medicina Social da UERJ (2003), na Universidade de Toronto — Faculty of Law (2010), e na Universidade de Michigan — Law School (2010).
Foi palestrante visitante na Universidade de Leeds (Gender Studies), na UERJ (Instituto de Medicina Social); no Instituto Oswaldo Cruz (Comunicação, Informação e Saúde), na Universidade de Michigan (Law Faculty); na Universidade de Toronto (Law Faculty e Joint Center for Bioethics); na Universidade Sofia, em Tóquio (Iberoamerican Institute), no Cermes — Centre de recherche médecine, sciences, santé, santé mentale, société, na França; na Universidade da Califórnia em Berkeley (Sociology Department); e na Universidade de Leiden (Department of Anthropology).
Pesquisadora e cofundadora da Anis — Instituto de Bioética, é também membra da Câmara Técnica de Ética e Pesquisa em Transplantes do Ministério da Saúde, e membra do Advisory Committee do Global Doctors for Choice/Brasil. É também vice-chair do board da International Women's Health Coalition.
Integra a equipe do blogue Vozes da Igualdade. Dentre suas pesquisas mais relevantes, está a Pesquisa Nacional de Aborto — PNA, publicada em 2010, que mostrou que uma em cada cinco mulheres até os 40 anos já fez, pelo menos, um aborto, o que representa cerca de cinco milhões de mulheres. A PNA foi coordenada por Debora Diniz e pelo economista e sociólogo Marcelo Medeiros, que é professor da Universidade de Brasília, e pesquisador do IPEA — Instituto de Pesquisa Econômica Aplicada. O estudo foi publicado em duas fases, em 2010 e em 2012, na Revista Ciência & Saúde Coletiva.[carece de fontes?]
Em 2009, lançou seu sexto documentário, A Casa dos Mortos, sobre o cotidiano de pacientes internados no manicômio judiciário de Salvador. A partir do lançamento do filme, passou a se debruçar pelo tema dos manicômios judiciários. Em 2013, publicou os resultados do I Censo nos Estabelecimentos de Custódia e Tratamento Psiquiátrico do Brasil. Esta foi a primeira contagem da população vivendo em manicômios judiciários brasileiros. O estudo mostrou que um em cada quatro indivíduos não deveria estar internado.
Diniz também foi cocoordenadora de um estudo censitário sobre os serviços de aborto legal no Brasil, em parceria com o médico Alberto Pereira Madeiro. Com a avaliação de 68 serviços em todo o Brasil, pesquisadores mostraram existir um distanciamento entre a previsão legal e a realidade dos serviços, e que exigências para o acesso ao aborto legal, não previstas em lei, dificultam o acesso das mulheres aos serviços. O estudo foi publicado em 2016 na Revista Ciência & Saúde Coletiva.
Até 2016, Debora Diniz havia recebido cerca de 90 prêmios por seus documentários ou por seus trabalhos acadêmico-científicos. Um dos mais importantes foi o Fred L. Soper Award for Excellence in Public Health Literature, da Organização Pan-Americana de Saúde, em 2012, pela publicação dos resultados da Pesquisa Nacional de Aborto. Diniz recebeu menção honrosa, em dezembro de 2009, com o décimo prêmio de Direitos Humanos da Universidade de São Paulo, na categoria individual por "sua contribuição para a difusão, a disseminação e a divulgação dos Direitos Humanos no Brasil".
Em 2025, foi a vencedora, na categoria Trajetória, do 1º Prêmio Mulheres e Ciência, promovido pelo Conselho Nacional de Desenvolvimento Científico e Tecnológico (CNPq).
É autora de livros como Cadeia: relatos sobre mulheres (2014) e Zika: do sertão nordestino à ameaça global (2016). Seu livro mais recente, Carta de uma Orientadora (Civilização Brasileira), foi publicado em 2024.

### Exílio
Em julho de 2018, Debora Diniz foi obrigada a interromper sua carreira de professora do curso de Direito na Universidade de Brasília, após receber ameaças de morte por parte de grupos fundamentalistas cristãos, em consequência de sua militância nas questões de gênero e aborto. Licenciou-se então da Universidade e foi inclusa no Programa de Proteção aos Defensores de Direitos Humanos do governo federal. Atualmente, autoexilada, vive em Nova York.
| Prêmios |
| --- |
| - 2025 Prêmio Prêmio Mulheres e Ciência, categoria Trajetória, Ministério da Ciência, Tecnologia e Inovação (MCTI) - 2024 Doutora Honoris Causa, Universidade de Ottawa - 2024 Melhor Curta Documentário pelo fime Uma Mulher Comum, Caracas Ibero-American Film Festival e Cannes Arts Film Fest - 2022 XXXVI Prêmio de Direitos Humanos Franz de Castro Holzwarth, OAB SP - 2017 Prêmio Jabuti - categoria ciências da saúde para o livro "Zika do sertão nordestino à ameaça global", Câmara Brasileira do Livro. - 2016 Prêmio Professor Parceiro da Imprensa, Universidade de Brasília. - 2016 100 Leading Global Thinkers 2016, Foreign Policy Magazine. - 2015 Prêmio Professor Parceiro da Imprensa, Universidade de Brasília. - 2015 Concurso UNESCO - Dia dos Professores 2015 - O que faz do meu professor um herói? - Professora Homenageada, Organização das Nações Unidas para a Educação, a Ciência e a Cultura - UNESCO. - 2015 Orientadora - Menção Honrosa - Prêmio Destaque de Iniciação Científica do 19º Congresso de Iniciação Científica e 10º Congresso de Iniciação Científica do DF, Universidade de Brasília. - 2014 Orientadora - Artigo Científico Premiado - 9º Prêmio Construindo a Igualdade de Gênero - Categoria Graduada (Sinara Gumieri), Secretaria de Políticas para as Mulheres da Presid. da República / MCTI / MEC / CNPq / ONU Mulheres. - 2014 Prêmio Pesquisador Parceiro da Imprensa, Universidade de Brasília. - 2013 Prêmio Professor Parceiro da Imprensa, Universidade de Brasília. - 2013 Orientadora - Menção Honrosa - Prêmio Destaque de Iniciação Científica do 19º. Congresso de Iniciação Científica da UnB e 10º. Congresso de Iniciação Científica do DF., Universidade de Brasília. - 2012 Fred L. Soper Award for Excellence in Public Health Literature, Pan American Health Organization (PAHO) / Pan American Health and Education Foundation (PAHEF). - 2012 Prêmio Professor Parceiro da Imprensa, Universidade de Brasília. - 2011 Orientadora do Prêmio de Melhor Trabalho por Sessão (Sessão 20) - "Mulheres e Aborto no Distrito Federal: práticas e segredos", de Lina Vilela, VIII Congresso de Iniciação Científica do DF e XVII Congresso de Iniciação Científica da UnB. - 2011 Membro Emérito, Liga Humanista Secular do Brasil - LiHS. - 2010 Premio Latino-Americano de Derechos Humanos, Articulación Regional Feminista de Derechos Humanos y Justicia de Género. - 2010 Menção Honrosa Prêmio Pierre Verger- Melhor Filme Etnográfico A Casa dos Mortos, Associação Brasileira de Antropologia. - 2010 Melhor Roteiro Documentário - A Casa dos Mortos, III Curta Taquary - Taquaritinga do Norte PE. - 2010 Melhor Filme Documentário - A Casa dos Mortos, 3o EntreTodos Festival de Direitos Humanos - CMDH/FESPSP/SESC. - 2010 Prêmio Educando para a Diversidade Sexual, The Global Alliance for LGBT Education. - 2010 Melhor Filme Documentário - Uma História Severina, I Mostra online Entretodos - ELO. - 2010 Prêmio Pesquisador Parceiro da Imprensa, Universidade de Brasília. - 2010 Melhor Filme Documentário Júri Popular - A Casa dos Mortos, I Festival Inconfidentes. - 2010 Melhor Trabalho de Etica, Bioetica, Direitos e Sociedade - V Congresso Nacional de Serviço Social em Saúde, Unesp/USP/Unicamp. - 2009 Troféu Amazônia de Bronze - Melhor Curta A Casa dos Mortos, I Amazônia Doc. - 2009 Best International Short - Solitário Anônimo, Birds Eye View Film Festival - UK. - 2009 Menção Especial do Júri Melhor Documentário - A Casa dos Mortos, Festival Internacional do Cinema Feminino - Femina Fest. - 2009 Special Mention Best Documentary - A Casa dos Mortos, A Corto di Donne - Festival do Cinema Feminino, Napoli Itália. - 2009 Menção Honrosa Melhor Documentário A Casa dos Mortos, II Festival de Cinema de Triunfo - PE. - 2009 Melhor Filme Juri Popular - A Casa dos Mortos, VI Festival do Cinema e Vídeo de Cuiabá. - 2009 Melhor Documentário Internacional - A Casa dos Mortos, Izmir International Short Film Festival - Turquia. - 2009 Filme Hors-Concours - A Casa dos Mortos, III Festival de Cinema de Itu. - 2009 Melhor Filme Solitário Anônimo, XXVIII Congresso Brasileiro de Psiquiatria. - 2009 Melhor Documentário - Premio do Júri Lacoste - A Casa dos Mortos, VI Amazonas Film Festival. - 2009 10 Curtas Mais Votados pelo Público - A Casa dos Mortos, 20 Festival de Curtas de São Paulo. - 2009 Menção Honrosa Júri Técnico Melhor Filme - A Casa dos Mortos, Curta Carajás. - 2009 Melhor Filme A Casa dos Mortos - Prêmio Lousa de Ouro, Arouca Film Festival - Porto, Portugal. - 2009 Melhor Documentário A Casa dos Mortos, Arouca Film Festival - Porto, Portugal. - 2009 Melhor Curta Internacional A Casa dos Mortos, Certamen Internacional de Cortos, Soria - Espanha. - 2009 Melhor Filme A Casa dos Mortos, VIII Araribóia Cine - Niterói, RJ. - 2009 Melhor Documentário 8 Mostra Nacional de Videos Universitários e Independentes do Mato Grosso, Universidade Federal do Mato Grosso - Cineclube Coxiponés. - 2009 Menção Honrosa -Tróféu Jangada - Melhor Documentário A Casa dos Mortos, XVI Vitória Cine Vídeo. - 2009 Menção Honrosa - Júri Organização Católica Internacional de Cinema - A Casa dos Mortos, XVI Vitória Cine e Vídeo. - 2009 Menção Honrosa Categoria Individual Prêmio USP de Direitos Humanos, Comissão de Direitos Humanos da USP. - 2009 Melhor Filme I Mostra Juliette de Cinema - A Casa dos Mortos, Juliette Editora - Mostra Juliette de Cinema. - 2009 Prêmio Danna Merril - Melhor Documentário A Casa dos Mortos, FestCine Amazônia. - 2009 Menção Honrosa Melhor Documentário - A Casa dos Mortos, III International Rights Film Festival STEPS 2009 - Ucrânia. - 2009 Orientadora do Premio de Melhor Trabalho de Iniciação Científica, XV Congresso de Iniciação Científica da UnB e 6º Congresso de Iniciação Científica do DF. - 2008 Menção Honrosa Melhor Documentário Categoria Mulheres - Quem são elas?, V Encuentro Hispanoamericano de Cine y Video Documental Independiente: Contra el Silencio Todas las. - 2008 Menção Honrosa Melhor Documentário Categoria Direitos Humanos - Solitário Anônimo, V Encuentro Hispanoamericano de Cine y Video Documental Independiente: Contra el Silencio Todas las. - 2008 Melhor Documentário - Solitário Anônimo, XI Vide-Vídeo - Festival Universitário de Cinema e Vídeo da UFRJ. - 2008 Melhor Filme Etnográfico Uma História Severina - Prêmio Pierre Verger, Associação Brasileira de Antropologia. - 2008 II Lugar Melhor Documentário - Solitário Anônimo, V Festival Universitário PUTZ! Festival Universitário de Cinema e Vídeo. - 2008 Melhor Vídeo Documentário - Solitário Anônimo, XII Florianópolis Audiovisual Mercosul. - 2008 Melhor Filme Documentário - Uma História Severina, V Mostra Vídeo Saúde - Fundação Oswaldo Cruz. - 2008 Prêmio Destaque da Realidade Nacional - Solitário Anônimo, Festival Universitário do Cinema Brasileiro. - 2008 Melhor Filme Júri Popular - Solitário Anônimo, Mostra de Filmes Fazendo Gênero. - 2008 Melhor Filme Mostra Competitiva Documental - Júri Popular, II Festival Audiovisual do Sertão Paraibano - II Cinema com Farinha. - 2008 Projeto Documentário Mais Criativo Arte France - A Casa dos Mortos, Doc Buenos Aires 08. - 2008 Melhor Vídeo - Solitário Anônimo, IV Edição do Festival Curta-Canoa. - 2008 Melhor Documentário Visão Social - Solitário Anônimo, II Festival de Direitos Humanos EntreTodos. - 2008 Prêmio Professor Parceiro da Imprensa, Universidade de Brasília. - 2007 Prêmio Melhor Roteiro - I Festival de Curtas Metragens de Direitos Humanos - Filme Uma História Severina, Fundação Escola de Sociologia e Política de São Paulo e Comissão Municial de Direitos Humanos. - 2007 Melhor Filme Júri Universitário - Uma História Severina, III Festival Curta Nordestino - Natal. - 2007 Terceiro Lugar Melhor Filme Júri Oficial - Uma História Severina, III Festival Curta Nordestino - Natal. - 2007 Melhor Filme Documentário Júri Oficial V Festival Guaçuano de Vídeo - Filme Quem são elas?, V Festival Guaçuano de Vídeo. - 2007 Melhor Filme Documentário Júri Popular V Festival Guaçuano de Vídeo - Filme Quem são elas?, V Festival Guaçuano de Vídeo. - 2007 Melhor Documentário - Uma História Severina (Júri Oficial), I Festival de Curtas Metragens de Cabo Frio e Mostra Internacional. - 2007 Terceiro Lugar Melhor Documentário Solitário Anônimo no World Student Festival Tailândia, World Student Festival. - 2007 Melhor Filme Documentário - Uma História Severina - III Festival do Cinema Feminino Tudo Sobre Mulheres, III Festival do Cinema Feminino - Tudo sobre Mulheres. - 2007 Melhor Filme Documentário - Uma História Severina - V Festival de Cinema de Varginha, Festival de Cinema de Varginha. - 2007 Melhor Vídeo - Júri Popular (Produção Universitária) - Uma História Severina, Mostra 14 Bis de Audiovisual. - 2007 Prêmio Especial do Júri Oficial - Documentário Solitário Anônimo, XVII Festival Internacional de Curtas do Rio de Janeiro. - 2007 II Lugar Melhor Documentário Solitário Anônimo - Festival de Vídeo de Teresina, Festival de Vídeo de Teresina. - 2007 Prêmio Jovem Cientista, Universidade de Brasília. - 2007 Prêmio Professor Amigo da Imprensa, Universidade de Brasília. - 2007 Melhor Documentário Solitário Anônimo, III Festival Aruanda de Vídeo. - 2006 Menção Honrosa na categoria Melhor documentário da Competição Brasileira [curta-metragem \| Júri oficial] - pelo documentário Uma História Severina, É Tudo Verdade. - 2006 Prêmio da Associação Brasileira de Documentaristas na categoria Curta pelo documentário Uma História Severina, É Tudo Verdade. - 2006 Prêmio Revelação Megacolor pelo documentário Uma História Severina, É Tudo Verdade. - 2006 I Festival MEC de Filmes e Vídeos Universitários ? 2006/Terceiro colocado com o documentário Habeas Corpus, MEC. - 2006 Melhor Curta - Uma História Severina, 5o Festival de Cinema e Vídeo de Santa Maria. - 2006 Melhor Vídeo Documentário - Uma História Severina - Júri Oficial, IV Festival Guaçuano de Vídeo. - 2006 Melhor Vídeo Documentário - Uma História Severina - Júri Popular, IV Festival Guaçuano de Vídeo. - 2005 Melhor Filme pela Associação de Críticos do Rio de Janeiro (Uma história Severina), Festival Internacional de Curtas do Rio de Janeiro. - 2005 Terceiro Colocado Melhor Filme no Fort Lauderdale International Film Festival (Uma história Severina), Fort Lauderdale International Film Festival - USA. - 2004 Prêmio Melhor Trabalho Científico, II Congresso Nacional de Serviço Social em Saúde. - 2004 Prêmio Heliônia Ceres de Direitos Humanos Para as Mulheres, Universidade Federal de Alagoas. - 2004 Premio Melhor Roteiro de Vídeo Etnográfico - À Margem do Corpo, Associação Brasileira de Antropologia / Fundação Ford. - 2002 Prêmio Manuel Velasco-Suarez de Bioética - Primeira Edição, Organização Pan-Americana de Saúde. - 2002 International Bioethics Leadership Award - Primeira Edição, International Network on Feminist Approaches to Bioethics. - 2002 Prêmio SEMESP - Orientadora do 2o Lugar, SEMESP - 2o Congresso Nacional de Iniciação Científica. - 2002 Homenagem da UnB à Orientadora do 2o Lugar do Prêmio SEMESP, Universidade de Brasília. - 2000 Prêmio Antropologia e Direitos Humanos, Associação Brasileira de Antropologia / Fundação Ford. |

| Livros publicados |
| --- |
| - Carta de uma orientadora. 1. ed. Rio de Janeiro: Civilização Brasileira, 2024. - (com Ivone Gebara) Esperança Feminista. Rio de Janeiro: Rosa dos Tempos, 2022. 279p. - Zika em Alagoas: a urgência dos direitos. 1. ed. , 2017. - Zika em Alagoas: a urgência dos direitos. 1. ed. Brasília: LetrasLivres, 2017 - Zika in Brazil: women and children at the center of the epidemic. 1. ed. , 2017 - Zika: From the Brazilian Backlands to Global Threat. 1. ed. , 2017. - Zika: do sertão nordestino à ameaça global. 1. ed. Rio de Janeiro: Civilização Brasileira, 2016. - Cadeia: relatos sobre mulheres. 1a. ed. Rio de Janeiro: Civilização Brasileira, 2015. v. 1. 224p. - (com Gomes, Patricia; Santos, Maria Helena; Diogo, Rosália) O que é feminismo? 1a. ed. Lisboa: Escolar Editora, 2015. v. 1. 104p. - (com Munhoz, Ana Terra Mejia) Plágio: palavras escondidas. 1ª. ed. Brasília e Rio de Janeiro: LetrasLivres e Editora Fiocruz, 2014. v. 1. 196p. - (com Oliveira, Rosana, orgs.) Notícias de homofobia no Brasil. 1a. ed. Brasília: LetrasLivres, 2014. v. 1. 218p. - A custódia e o tratamento psiquiátrico no Brasil: censo 2011. 1a. ed. Brasília: LetrasLivres / Editora UnB, 2013. v. 1. 400p. - Rebecca Cook entrevistada por Debora Diniz. 1a. ed. Rio de Janeiro: EdUERJ, 2012. 94p. - Carta de uma orientadora: o primeiro projeto de pesquisa. Brasília: LetrasLivres, 2012. v. 1. 108p. - (com Guilhem, Dirce) O que é bioética. 8a. ed. São Paulo: Editora Brasiliense (Coleção Primeiros Passos), 2012. 122p. - O que é deficiência. 3a. ed. São Paulo: Editora Brasiliense (Coleção Primeiros Passos), 2012. v. 1. 79p. - (Guilhem, Dirce) O que é ética em pesquisa. 3a. ed. São Paulo: Editora Brasiliense (Coleção Primeiros Passos), 2012. v. 1. 105p. - (com Medeiros, Marcelo; Barbosa, Lívia, orgs.) Deficiência e Igualdade. Brasilia: LetrasLivres e EdUnB, 2010. v. 1. 218p. - (com Lionço, Tatiana; Carrião, Vanessa) Laicidade e Ensino Religioso no Brasil. Brasilia: LetrasLivres; Unesco; EdUnB, 2010. 107p. - (com Santos, Wederson, orgs.). Deficiência e Discriminação. Brasília: LetrasLivres e EdUnB, 2010. v. 1. 286p. - (com Guilhem, Dirce) O que é ética em pesquisa. 2a. ed. São Paulo: Editora Brasiliense (Coleção Primeiros Passos), 2010. v. 1. 105p. - (com Lionço, Tatiana, orgs.) Homofobia & Educação: um desafio ao silêncio. Brasília: LetrasLivres e Editora Universidade de Brasília, 2009. v. 1. 192p. - (com Guilhem, Dirce; Sugai, Andrea; Schücklenk, Udo, orgs.). Ética na Pesquisa: experiência de treinamento em países sul-africanos. Brasília: LetrasLivres/Editora Universidade de Brasília, 2008. 198p. - (com Sugai, Andrea; Guilhem, Dirce; Squinca, Flavia, orgs.). Ética em pesquisa: temas globais. Brasília: LetrasLivres e EdUnB, 2008. v. 1. 404p. - (com Guilhem, Dirce; Zicker, Fabio, orgs.). Pelas Lentes do Cinema: bioética e ética em pesquisa. 1a. ed. Brasília: Editora Universidade de Brasília e Editora LetrasLivres, 2007. v. 1. 216p. - (com Costa, Sérgio) Ensaios Bioética. Brasília/São Paulo: LetrasLivres/Brasiliense, 2006. - (com Buglione, Samantha; Rios, Roger Raupp, orgs.) Entre a Dúvida e o Dogma: Liberdade de Cátedra e Universidades Confessionais no Brasil. Brasília/Porto Alegre: LetrasLivres/Editora Livraria do Advogado, 2006. v. 1. 216p. - (com Braga, Kátia; Nascimento, Elise, orgs.) Bibliografia Maria da Penha: violência contra a mulher no Brasil. Brasília: Ed. LetrasLivres e Ed. Universidade de Brasília, 2006. v. 1. 320p. - Admirável Nova Genética: bioética e sociedade. Brasília: LetrasLivres/Editora da UnB, 2005. - (com Braga, Kátia; Nascimento, Elise, orgs.). Bibliografia Estudos sobre Violência Sexual Contra a Mulher: 1984 - 2003. Brasília: Ed. LetrasLivres/EdUnB, 2004. 285p. - (com Ribeiro, Diaulas Costa) Aborto por Anomalia Fetal. Brasília: LetrasLivres, 2003. 152p. - (com Buglione, Samantha, orgs.). Quem Pode Ter Acesso às Tecnologias Reprodutivas? Diferentes Perspectivas do Direito Brasileiro. Brasília: LEtrasLivres, 2002. - (com Costa, Sérgio) Bioética: Ensaios. Brasília: LetrasLivres, 2001. 208p. - (com Donchin, Anne, orgs.) Bioethics. Londres: Blackwell Publishers, 2001. v. 15. - Conflitos Morais e Bioética. Brasília: LetrasLivres, 2001. 212p. |

## Filmografia
- 2017 - Hotel Laide
- 2016 - Zika
- 2009 - A Casa dos Mortos
- 2007 - Solitário Anônimo
- 2006 - À Margem do Corpo
- 2006 - Quem são Elas?
- 2005 - Habeas Corpus
- 2005 - Uma História Severina